# سماعة (الرجم)

تعديل مصدري - تعديل

سماعة هي إحدى قرى عزلة بني اسعد بمديرية الرجم التابعة لمحافظة المحويت، بلغ تعداد سكانها 292 نسمة حسب تعداد اليمن لعام 2004.